# 實利銀行

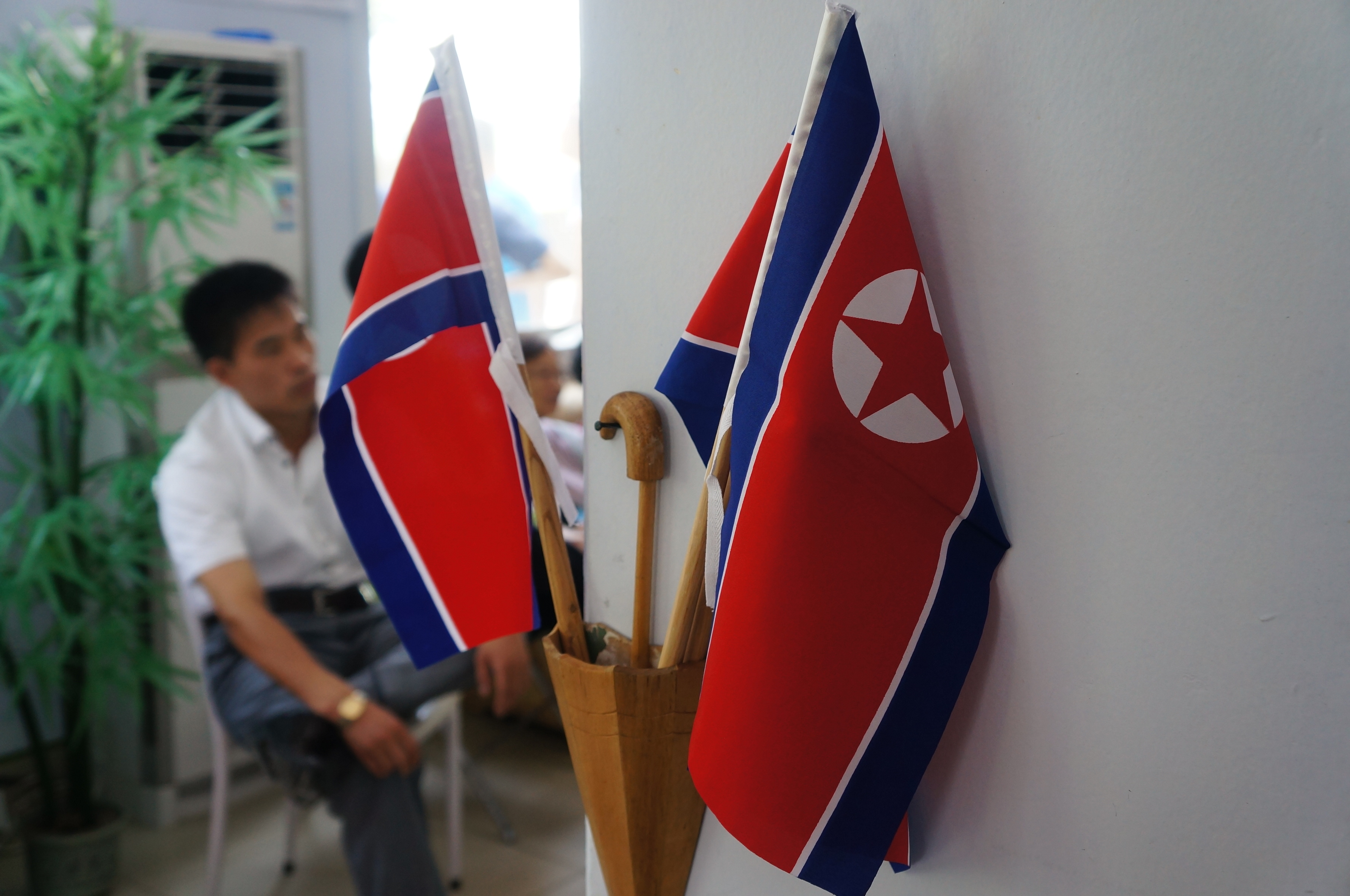
實利銀行大廳

實利銀行（英語：Sili Bank）是中华人民共和国一間與北韓有密切關係的銀行，在2001年9月12日成立，其總部設於遼寧省瀋陽市。

## 历史
2001年9月12日，實利銀行開始提供中華人民共和國與北韓之間的電郵轉接服務，由於北韓的互聯網幾乎與外界隔絕，實利銀行的閘口成為北韓全國僅有的兩個電郵閘口之一。
實利銀行在瀋陽及平壤設有伺服器，在服務啟用時，電郵數據交換為每10分鐘一次。
截至2003年5月10日，傳送電郵往北韓的價錢為每1KB收10歐分，超過40KB後每額外1KB收0.2歐分，而每封電郵的最低收費為一歐元，用戶需先往實利銀行預繳首三個月款項，按估計用量計算。

## 外部連結
- 實利銀行官網 (中/朝/英/日)